# Morti nel 1274
| Questa pagina contiene informazioni ricavate automaticamente dalle voci biografiche con l'ausilio del template Bio e di un bot. L'aggiornamento è periodico e automatico e ricostruisce completamente la pagina. Se manca una persona in questa lista, sei pregato di non aggiungerla, ma accertati piuttosto che la sua voce biografica contenga il template Bio e che i dati anagrafici siano correttamente compilati. Se il template Bio manca, inseriscilo tu stesso o, in alternativa, metti l'avviso {{tmp\|Bio}} che ne segnala la mancanza. Se i dati riportati sono sbagliati, correggi direttamente la voce biografica; le modifiche saranno visibili in questa lista entro pochi giorni. Per chiarimenti vedi il progetto biografie. La lista contiene solo le 14 persone che sono citate nell'enciclopedia e per le quali è stato implementato correttamente il template Bio. Pagina aggiornata al 18 giu 2025. |

- 7 marzo - Tommaso d'Aquino, religioso, teologo e filosofo italiano
- 28 maggio - Galeana Savioli Andalò, nobildonna italiana
- 26 giugno - Nasir al-Din al-Tusi, astronomo e matematico persiano (n. 1201)
- 15 luglio - Bonaventura da Bagnoregio, cardinale, filosofo e teologo italiano
- 22 luglio - Enrico I di Navarra, re
- 15 agosto - Robert de Sorbon, teologo francese (n. 1201)
- 1º settembre - Dolcelina, religiosa francese
- 2 settembre - Principe Munetaka, militare giapponese (n. 1242)
- Enrico Cerasolo, arcivescovo cattolico italiano
- Corrado I di Slesia, nobile polacco
- Federico di Marcaria, politico italiano
- Ottonello Zanecalli, politico italiano
- Biaquino III da Camino, nobile e politico italiano
- Beatrice di Monferrato, nobile italiana